# Рубежовский переулок
Рубежо́вский переу́лок (укр. Рубежі́вський прову́лок) — переулок в Святошинском районе города Киева, посёлок Новобеличи. Пролегает от улицы Генерала Наумова до Малинской улицы.
Примыкает Малинский переулок.

## История
Возник в 1950-х годах под таким же названием.